# 倉鼠輪

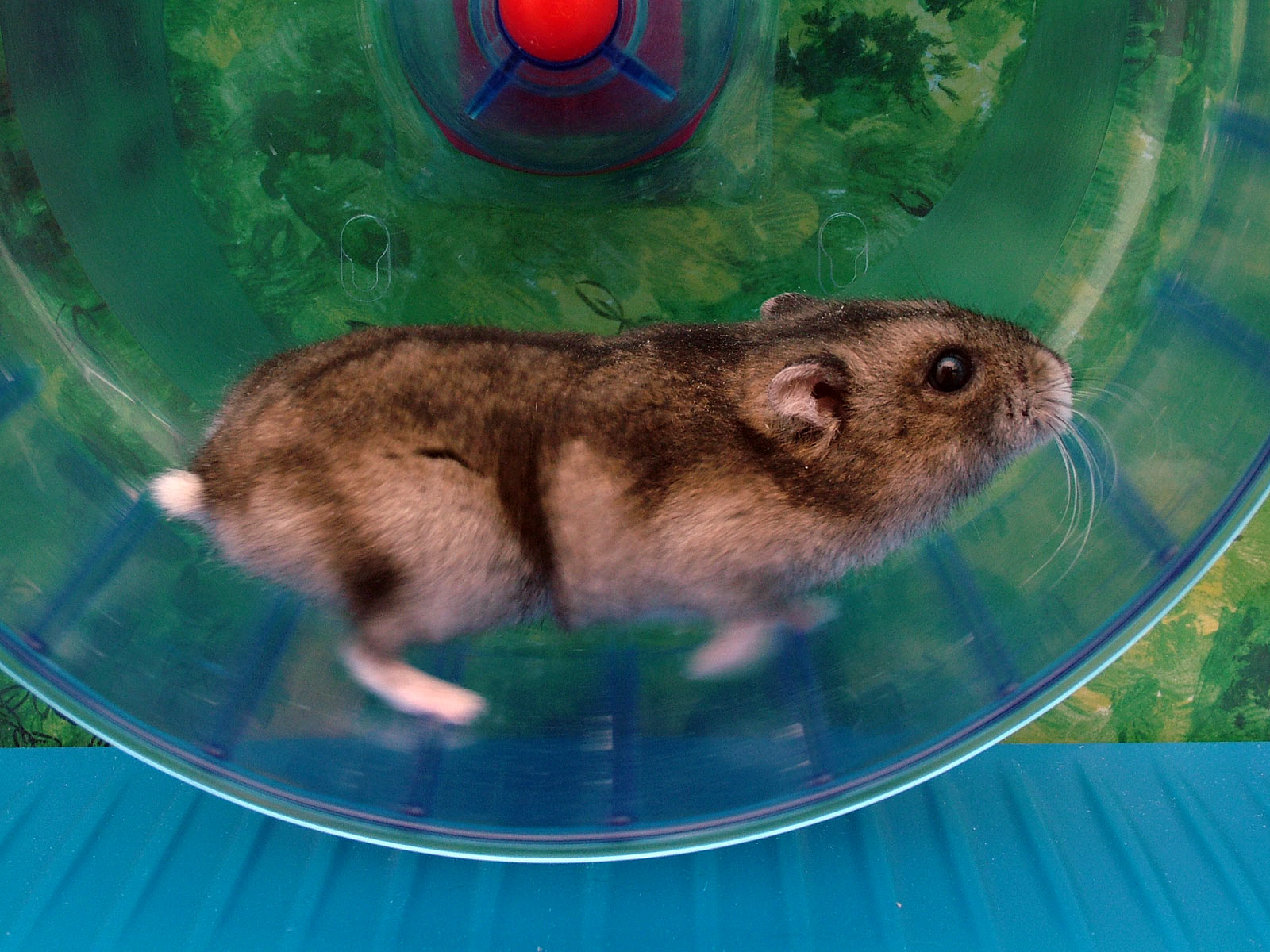
正在輪圈中奔跑的倉鼠

倉鼠輪（hamster wheel, running wheel）是供給倉鼠或其他齧齒目動物運動的裝置。其設計非常簡單，主要是將一個輪圈裝嵌於一個或一雙短軸之上。倉鼠在輪圈中奔跑時，輪圈會不停地轉動，容許倉鼠在狹窄的飼養空間中，有足夠的運動機會。據《牛津英語詞典》記載，英語最早出現於1949年《洛杉磯時報》（Los Angeles Times）的一個報章廣告之中。
市面上有多種滾輪選擇，常見的有靜音滾輪，也有站立式滾輪和壁掛式等選擇。須注意，如果滾輪上有縫隙及鐵輪式的滾輪則不適合倉鼠，腳可能卡在縫隙導致骨折。